# 268
268 (CCLXVIII, na numeração romana) foi um ano bissexto do século III do  Calendário Juliano, da Era de Cristo, suas letras dominicais foram E e D, totalizando 53 semanas, teve início a uma quarta-feira e terminou a uma quinta-feira.
| Ano completo                           |
| -------------------------------------- |
| Ano bissexto com início à quarta-feira |

## Acontecimentos
- Os Alamanos invadem Itália.
- Setembro - Galiano, ajudado por Cláudio II, Gótico e Aureliano, derrotam os Godos na Batalha de Naísso
- Cláudio II, Gótico torna-se Imperador romano.
- Cláudio II, o Gótico derrota os Alamanos na Batalha do Lago Garda.
- Primeira aparição na história dos Visigodos como povo distinto.

## Mortes
- Setembro - Galiano, imperador romano.
- 26 de Dezembro - Papa Dionísio